# Moulay Ahmed Cherif
Moulay Ahmed Cherif  (in arabo مولاي أحمد الشريف‎?) è un centro abitato e comune rurale del Marocco situato nella provincia di Al-Hoseyma, regione di Tangeri-Tetouan-Al Hoceima. Conta una popolazione di 9 765 abitanti (censimento 2014).